# Pheidole kraepelini
Pheidole kraepelini är en myrart som beskrevs av Auguste-Henri Forel 1901. Pheidole kraepelini ingår i släktet Pheidole och familjen myror. Inga underarter finns listade i Catalogue of Life.